# Гомес, Рональд
Ро́нальд Го́мес (исп. Rónald Gómez; род. 24 января 1975, Пунтаренас) — коста-риканский футболист и футбольный тренер.

## Карьера игрока

### Клуб
Он дебютировал с «Кармелитой» в сезоне 1992—1993 годов. В 1994 году перешёл в один из лучших клубов страны «Алахуэленсе». Там он играл 2 года, сыграл 36 матчей и забил 26 голов.
Гомес также играл за «Депортиво Саприсса», с которой он играл на клубном чемпионате мира в 2005 году в Японии, кроме этого он играл за хихонский «Спортинг» и «Эркулес» (Испания), «Мунисипаль» (Гватемала), «Крит» (Греция), «Аль-Кадисия» (Кувейт), «Депортиво Ирапуато» (Мексика) и ФК АПОЭЛ (Кипр).

### Национальная сборная
Гомес также является членом сборной Коста-Рики по футболу, в составе которой он забил 24 мяча в 90 играх, был участником чемпионата мира 2002 в Японии и Южной Корее, и чемпионата мира 2006 года в Германии.

### Карьера тренера
21 декабря 2008 года Рональд Гомес был назначен главным тренером клуба «Кармелита», когда завершился его контракт с «Депортиво Саприсса». С 2012 года он был у руля «Хувентуд Эскасусенья», команды Второго дивизиона Коста-Рики. В мае 2014 года он был представлен в качестве нового тренера «Лимона», однако, в сентябре Гомес подал в отставку.